# Каймак Стойна
Каймак Стойна е българска хайдутка, действала в Македония в средата на XIX век.

## Биография
Преди да стане хайдутка, Стойна е женена 16 години за Стоимен Терзията в село Панчарево. Била хубавица с валчесто лице и стройна снага, заради което и била наричана Каймак. След сблъсък с турци, отседнали в дома им, Стойна убеждава мъжа си да излязат хайдути. Хайдутуват 7 – 8 години между 1840 и 1850 година, като и двамата били войводи на четата, но Стойна била по̀ юнак. Стойна загива в една воденица в малешевското помашко село Църник, Стоимен се оттегля с четата в Каменица на Каменишката река, където четата се разпада.